# Michael Wilson (ciclista)
Michael Wilson (Adelaida, 15 de gener de 1960) és un ciclista australià, que fou professional entre 1982 i 1990. En el seu palmarès destaquen una etapa a la Volta a Espanya i una altra al Giro d'Itàlia. En aquesta darrera competició aconseguí acabar entre els deu primers en l'edició de 1985.

## Palmarès
- 1978
  -  Campió d'Austràlia de persecució júnior
  - 1r al The Examiner Tour of the North
- 1980
  - 1r a la Fletxa d'or (amb Jeffrey Leslie)
- 1982
  - Vencedor d'una etapa al Giro d'Itàlia
  - 1r al Trofeu Nencini
- 1983
  - Vencedor d'una etapa a la Volta a Espanya
- 1984
  - 1r al Trofeu Matteotti
- 1987
  - 1r al Campionat de Tasmània
- 1989
  - Vencedor d'una etapa a la Tirrena-Adriàtica
  - Vencedor d'una etapa a la Volta a Suïssa

### Resultats al Tour de França
- 1988. 50è de la classificació general
- 1989. 69è de la classificació general

### Resultats al Giro d'Itàlia
- 1982. 43è de la classificació general. Vencedor d'una etapa
- 1983. 61è de la classificació general
- 1984. 102è de la classificació general
- 1985. 8è de la classificació general
- 1986. 17è de la classificació general

### Resultats a la Volta a Espanya
- 1983. 52è de la classificació general. Vencedor d'una etapa
- 1984. abandona